# Влодкі (Підляське воєводство)
Влодкі (пол. Włodki) — село в Польщі, у гміні Малий Плоцьк Кольненського повіту Підляського воєводства.
Населення — 189 осіб (2011).
У 1975-1998 роках село належало до Ломжинського воєводства.

## Демографія
Демографічна структура станом на 31 березня 2011 року:
|          | Загалом | Допрацездатний вік | Працездатний вік | Постпрацездатний вік |
| -------- | ------- | ------------------ | ---------------- | -------------------- |
| Чоловіки | 95      | 16                 | 68               | 11                   |
| Жінки    | 94      | 21                 | 53               | 20                   |
| Разом    | 189     | 37                 | 121              | 31                   |